# توم بيكر
توم بيكر (بالإنجليزية: Tom Baker)‏ هو كاتب سيناريو وممثل بريطاني، ولد في 20 يناير 1934 بليفربول في المملكة المتحدة.

## أعمال

### أفلام
- (1971) نيكولاس وأليكساندرا
- (1973) رحلة سندباد الذهبية

### مسلسلات
- دكتور هو
- متمردو حرب النجوم

## ترشيحات
- جائزة غولدن غلوب للنجم الصاعد، عن عمل: نيكولاس وأليكساندرا (1971)

## وصلات خارجية
- توم بيكر على موقع IMDb (الإنجليزية)
- توم بيكر على موقع روتن توميتوز (الإنجليزية)
- توم بيكر على موقع ألو سيني (الفرنسية)
- توم بيكر على موقع ميوزك برينز (الإنجليزية)
- توم بيكر على موقع تيرنر كلاسيك موفيز (الإنجليزية)
- توم بيكر على موقع أول موفي (الإنجليزية)
- توم بيكر على موقع قاعدة بيانات الأفلام السويدية (السويدية)
- توم بيكر على موقع إن إن دي بي (الإنجليزية)
- توم بيكر على موقع ديسكوغز (الإنجليزية)
- توم بيكر على موقع قاعدة بيانات الفيلم (الإنجليزية)